# Earl Klugh
Earl Klugh (Detroit, 16 de septiembre de 1954) es un guitarrista estadounidense, intérprete también de teclado y productor musical.
Earl Klug es un intérprete de guitarra acústica vinculado al jazz, aunque su orientación es un estilo híbrido de este con el pop. Considera a Chet Atkins, músico de country, como su principal influencia, pero su trayectoria ha estado jalonada de colaboraciones con artistas puramente jazzísticos como el flautista Yusef Lateef, el también guitarrista George Benson y grupos como Return to Forever de Chick Corea.

## Discografía
- 1976: Earl Klugh (EMI)

- 1976: Living Inside Your Love (Capitol)

- 1978: Finger Paintings (Mobile Fidelity)

- 1978: Magic in Your Eyes (One Way)

- 1979: Heart String (Blue Note)

- 1980: Dream Come True (EMI)

- 1980: Late Night Guitar (Warners Brothers)

- 1981: Crazy for You (EMI)

- 1982: Low Ride (Capitol)

- 1982: Two of a Kind (Manhattan)

- 1983: Late Night Guitar, Vol. 2 (Capitol)

- 1983: Wishful Thinking (EMI)

- 1984: Soda Fountain Shuffle (Warner Bros.)

- 1985: Nightsongs (Capitol)

- 1986: Life Stories (Warner Bros.)

- 1989: Midnight in San Juan (Warner Bros.)

- 1989: Solo Guitar		Warner Bros.

- 1989: Whispers and Promises		Warner Bros.

- 1991: The Earl Klugh Trio, Vol. 1		Warner Bros.

- 1992: Cool		Warner Bros.

- 1993: Sounds and Visions, Vol. 2		Warner Bros.

- 1994: Move		Warner Bros.

- 1995: Sudden Burst of Energy		Warner Bros.

- 1997: The Journey		Warner Bros.

- 1999: Peculiar Situation		Windham Hill

- 2005: Naked Guitar (Koch)

- Datos: Q1071840
- Multimedia: Earl Klugh / Q1071840